# Geophilus nasintus
Geophilus nasintus är en mångfotingart som beskrevs av Chamberlin 1909. Geophilus nasintus ingår i släktet Geophilus och familjen storjordkrypare. Inga underarter finns listade i Catalogue of Life.